# Camille Abily
Camille Anne Françoise Abily (Rennes, 5 de desembre de 1984) és una centrecampista de futbol internacional per França, amb la qual ha jugat les semifinals del Mundial i els Jocs Olímpics. Ha jugat a França i els Estats Units, guanyant 3 Lligues de Campions amb el Olympique de Lió.

## Trajectòria
- Stade Briochin (00/01)
- ESOF La Roche sur Yon (01/02)
- CNFE Clairefontaine (02/03)
- Montpellier HSC (03/04 - 05/06)
- Olympique Lyonnais (06/07 - 09/10)
- Los Angeles Sol (2010)
- Paris Saint-Germain (10/11)
- FC Gold Pride (2011)
- Olympique Lyonnais (11/12 - 17/18)